# Javier Cebrián
Javier Cebrián (Cuenca, 1944 - Altea, 2005) fue un serígrafo español. Fue uno de los principales estampadores de obra gráfica en España, técnica que contribuyó a difundir, democratizar y popularizar las artes plásticas durante el último cuarto del siglo XX.

## Infancia y juventud
Javier Cebrián Andrés nació en 1944 en Cuenca, donde pasó su infancia. "El abuelo se dedicaba a la fabricación de tejas, y el padre, trabajador desde los diez años, se independizó pronto para aplicarse a producir mosaicos hidráulicos, entonces una técnica puntera, luego casi desaparecida y hoy recuperada en la construcción de calidad."
Sus primeros contactos con el mundo de la imagen y la imprenta fue a edad muy temprana en los quioscos de su barrio a través de los tebeos.  Al crecer fue incorporando las revistas, novelas gráficas, cuentos, cómic y prensa escrita, además del cine y la biblioteca pública de Cuenca, con carnet desde los 13 años. En esta afición por los personajes de ficción, los dibujos, la tipografía, el grafismo, el color, el olor a tinta, el contacto con el papel, se encuentran las raíces de una profesión a la que se dedicó durante 30 años: estampador de obra gráfica que es, sobre todo, arte sobre papel.
En 1962 se trasladó a Madrid para estudiar ciencias políticas en la Universidad Complutense donde se comprometió orgánica y activamente con la izquierda antifranquista, lo que le llevó a ser  detenido y a la incoación de un expediente prohibiéndole terminar la carrera.
Allí se relacionó con personalidades de la cultura española como Juan Benet, Juan García Hortelano, Antonio Martínez Sarrión, Carlos Barral, y un amplio espectro de artistas, muy relacionados con la revista de cultura progresista Cuadernos para el diálogo, además de diversos personajes en torno a libros, cine, política, museos y galerías de arte.
Durante esos años colaboró en trabajos de sociología urbana en vinculación con la Escuela Crítica de Ciencias Sociales junto con Mario Gaviria y Vidal Beneyto. Pese a ser una iniciativa privada semitolerada por el régimen terminó cerrada gubernativamente por su compromiso con las libertades de prensa y de expresión.
Ejerció además como alfabetizador en Galicia, extra en rodajes de películas, fotógrafo, con obra publicada en el libro de Luis Carandell “Tus amigos no te olvidan” y en la revista “Viajar”.
En 1975 muere Franco y abandona la militancia política. 
Coincidiendo con la apertura de prensa al inicio de la transición, comienza a reunir una colección de los primeros ejemplares de periódicos y revistas de toda índole, los números 0 y 1. Esta extensa hemeroteca se convierte con el tiempo en un conjunto documental fundamental, en un escaparate, del profundo cambio político y social que transforma España durante el último cuarto del siglo XX.

## Cuenca, 1976 - 1992
Realiza sus primeras prácticas en el arte de la serigrafía en el taller de Roberto Turégano y en 1976 instala junto con Ángel Cruz su primer taller de serigrafía artística en el barrio conquense del Castillo. En él editó obra gráfica original de artistas como Alcaín, Arroyo, Barjola, Bonifacio, Broto, Ceesepe, Costus, Chillida, Feito, Gordillo, Grau  Santos, Grupo Tolmo, Guerrero, Guinovart, Hernández Pijuan, Mariscal, Miguel Ángel Moset, Pagola, Carlos Pereda, Ràfols-Casamada, Rasskim, Rojo, Rueda, Ángeles Santos, Antonio Santos, Eduardo Sanz, Saura, Torner, Úrculo, Isabel Villar y hasta unos 250 autores más relevantes de las artes plásticas españolas, quienes le consideran “el cronista de una época”.
Mientras estampa la obra gráfica para otros artistas y galerías de Arte como "Sen",  "Antonio Machón" o  "Víctor Martín",  Editoriales de Obra Gráfica "Antojos" y "Colecciones Privadas", y para el Museo de Arte Abstracto Español y la Fundación Juan March, se empapa de todas las tendencias, estilos y técnicas: figurativo, abstracto, pop, arte conceptual, ilustración, cómic, ...
En 1990 comienza a trabajar su propia obra adoptando un estilo de gran eclecticismo. Además de serigrafías, realiza esculturas, collages, pintura y fotografía. 
|  |  |  |

## Altea, 1992 - 2005

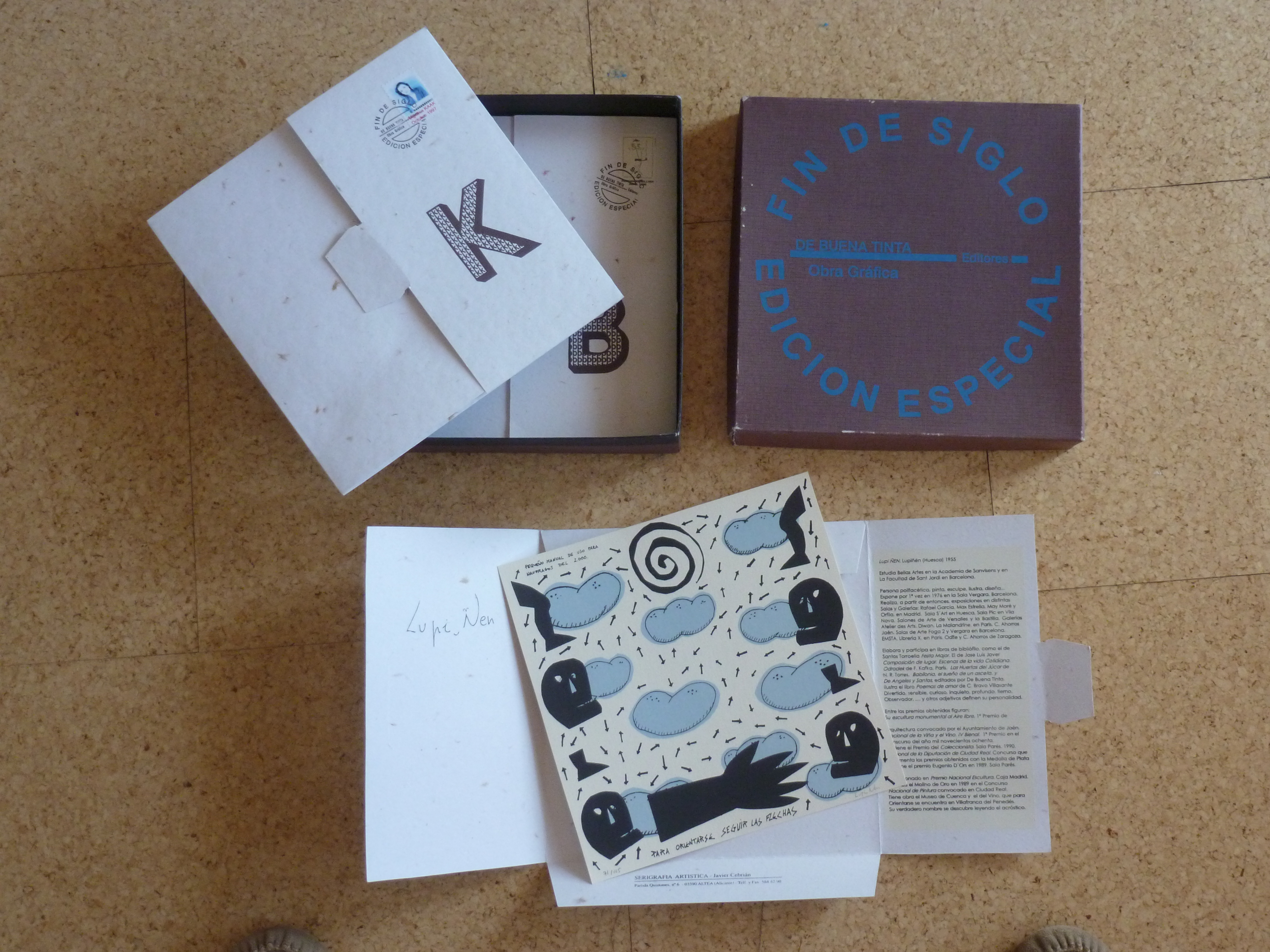
Colección "Fin de siglo"

En el año 1992 se va a vivir a Altea. En este periodo en el Mediterráneo, además de realizar sus propias obras y de seguir estampando encargos, se convierte junto con su mujer, Concha Lledó, en editor de obra gráfica con el sello De buena tinta, dirigiendo una serie de colecciones, carpetas o libros que contribuyen a ampliar, divulgar y popularizar esta obra. Enseguida conoce a otros artistas residentes en Altea con los que edita la carpeta “Altea vista por...”. Dentro de estas colecciones destaca "Fin de siglo", una obra de 27 artistas españoles del último cuarto del S.xx, tantos como letras tiene el alfabeto, desde Alcaín a Zachrisson.

## Premios y exposiciones
- 1992 :  1er Premio de Escultura Castilla - La Mancha, con la obra titulada “Cocina de serígrafo". En la misma convocatoria le seleccionan la escultura "Ciudad azul" y las fotografías "Vidas ejemplares" y  "Contadores".
- 1995: Galería 22. Denia (Alicante). “Pintura. Escultura. Collage. Serigrafía”
- 1998: Café Malvarrosa. Valencia. “Collages”
- 2000: Galería “El Drac”. Altea. “ J. Cebrián: Serigrafías. Collages. Esculturas”
- 2003:  Librería Papers. Altea. “Collages”
- 2007: Fundación Antonio Saura. Cuenca. “Javier Cebrián. La Crónica de una época. La época de una técnica. La técnica del grabador como pieza clave en la obra gráfica.”
- 2007: Sala Aires de Córdoba. “Javier Cebrián. Obra Gráfica”
- 2008: “Javier Cebrián y sus amigos”. Galería Rafael García. Madrid
- 2009: Palau Altea. Javier Cebrián. De Buena Tinta. Obra Gráfica”.
- 2015: Universidad del País Vasco. Bizcaia Aretoa UPV/EHU. Bilbao “Homenaje a la serigrafía. Del taller de Javier Cebrián a los jóvenes artistas portugueses”
- 2016: Taller Experimental de Gráfica de La Habana (TEGH). “Desde Cuenca hasta La Habana. De Javier Cebrián a Elio Rodríguez”.

## Colecciones
- Consejería de Educación y Cultura. Toledo.
- Biblioteca Nacional de España. Madrid.
- Fundación Antonio Pérez. Cuenca.
- Palau dels Arts. Altea (Alicante)
- Colección Pilar Citoler.

## Enlaces externos

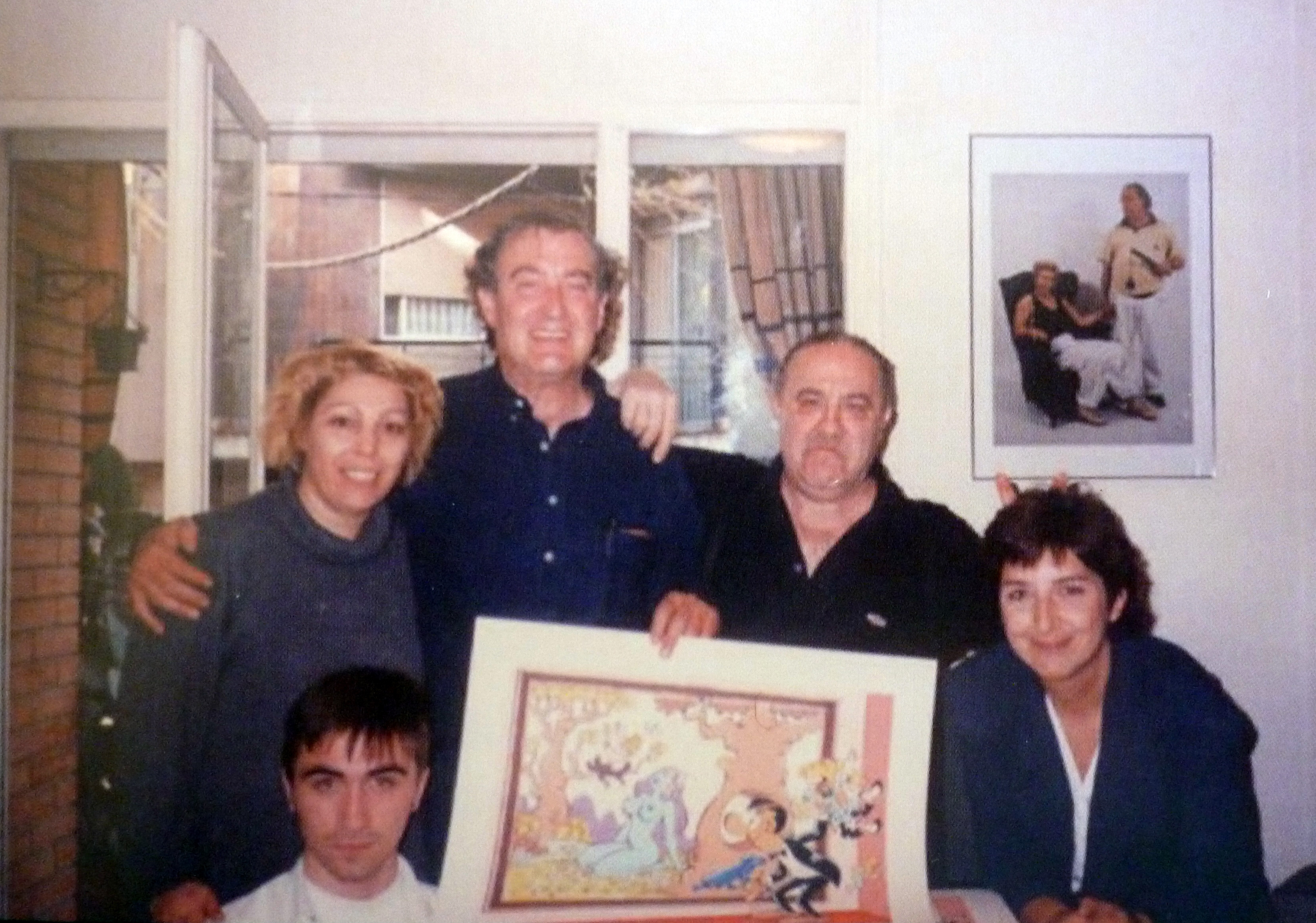
En las crónicas de Fin de siglo de Javier Cebrián y Concha Lledó no puede faltar Manuel Vázquez Gallego, creador de personajes como Anacleto Agente secreto y de Las hermanas Gilda, pionero del "Aquí no hay quien viva " con su Rue del percebe, 13.